# Campeonato Europeo de Piragüismo en Aguas Tranquilas de 2005
El VII Campeonato Europeo de Piragüismo en Aguas Tranquilas se celebró en Poznań (Polonia) entre el 29 y el 31 de julio de 2005 bajo la organización de la Asociación Europea de Piragüismo (ECA) y la Federación Polaca de Piragüismo.
Las competiciones se realizaron en las aguas del lago Malta, al este de la ciudad polaca.

## Medallistas

### Masculino
| Evento    | Oro                                                                                                | Plata                                                                                            | Bronce                                                                                  |
| --------- | -------------------------------------------------------------------------------------------------- | ------------------------------------------------------------------------------------------------ | --------------------------------------------------------------------------------------- |
| K1 200 m  | Carlos Pérez Rial · España · 36,098 s                                                              | Gergely Boros · Hungría · 36,374 s                                                               | Kimmo Latvamäki · Finlandia · 36,470 s                                                  |
| K2 200 m  | Marek Twardowski · Adam Wysocki · Polonia · 32,974                                                 | Ronald Rauhe · Tim Wieskötter · Alemania · 33,016                                                | Ognjen Filipović Dragan Zorić Serbia 33,304                                             |
| K4 200 m  | Viktor Kadler · István Beé · Balázs Babella · Gergely Gyertyános · Hungría · 30,673                | Filip Šváb · Pavel Holubář · Svatopluk Baťka · Jan Štěrba · República Checa · 30,907             | Norman Bröckl · Björn Bach · Björn Goldschmidt · Jonas Ems · Alemania · 31,051          |
| K1 500 m  | Ákos Vereckei · Hungría · 1:38,493                                                                 | Lutz Altepost · Alemania · 1:39,123                                                              | Stjepan Janić · Croacia · 1:39,333                                                      |
| K2 500 m  | Ronald Rauhe · Tim Wieskötter · Alemania · 1:28,860                                                | Marek Twardowski · Adam Wysocki · Polonia · 1:29,268                                             | Zoltán Kammerer · Gábor Kucsera · Hungría · 1:30,312                                    |
| K4 500 m  | Raman Piatrushenka · Aliaxei Abalmasau · Dziamian Turchyn · Vadzim Majneu · Bielorrusia · 1:21,315 | Michal Riszdorfer · Juraj Tarr · Andrej Wiebauer · Róbert Erban · Eslovaquia · 1:21,597          | Marian Băban · Alin Anton · Florean Mada · Ștefan Vasile · Rumania · 1:22,353           |
| K1 1000 m | Eirik Verås Larsen · Noruega · 3:27,274                                                            | Zoltán Benkő · Hungría · 3:28,426                                                                | Emanuel Silva Portugal 3:29,674                                                         |
| K2 1000 m | Ionuț Anghel · Marian Sevici · Rumania · 3:12,417                                                  | Roland Kökény · Gábor Kucsera · Hungría · 3:13,515                                               | Andreas Ihle · Marco Herszel · Alemania · 3:14,379                                      |
| K4 1000 m | Richard Riszdorfer · Michal Riszdorfer · Erik Vlček · Róbert Erban · Eslovaquia · 2:49,875         | Marian Băban · Alin Anton · Florean Mada · Ștefan Vasile · Rumania · 2:51,015                    | Marek Twardowski · Adam Wysocki · Paweł Baumann · Tomasz Mendelski · Polonia · 2:52,035 |
| C1 200 m  | Maxim Opalev · Rusia · 40,164                                                                      | Valentin Demianenko · Ucrania · 40,266                                                           | Paweł Baraszkiewicz · Polonia · 40,968                                                  |
| C2 200 m  | Christian Gille · Tomasz Wylenzek · Alemania · 37,619                                              | Yevgueni Ignatov · Nikolai Lipkin · Rusia · 37,757                                               | Gergely Kovács · Attila Bozsik · Hungría · 37,901                                       |
| C4 200 m  | Petr Procházka · Petr Fuksa · Petr Netušil · Jan Břečka · República Checa · 34,580                 | Alexandr Kovaliov · Alexandr Kostoglod · Roman Krugliakov · Maxim Opalev · Rusia · 34,874        | Robert Nuck · Stefan Holtz · Stephan Breuing · Thomas Lück · Alemania · 34,988          |
| C1 500 m  | Maxim Opalev · Rusia · 1:48,450                                                                    | Paweł Baraszkiewicz · Polonia · 1:48,480                                                         | Andreas Dittmer · Alemania · 1:48,564                                                   |
| C2 500 m  | Christian Gille · Tomasz Wylenzek · Alemania · 1:41,667                                            | Łukasz Woszczyński · Michał Śliwiński · Polonia · 1:42,267                                       | Alexandr Kovaliov · Alexandr Kostoglod · Rusia · 1:43,173                               |
| C4 500 m  | Iosif Chirilă · Florin Popescu · Loredan Popa · Silviu Simioncencu · Rumania · 1:33,057            | Andrzej Jezierski · Michał Gajownik · Adam Ginter · Roman Rynkiewicz · Polonia · 1:33,897        | Robert Nuck · Stefan Holtz · Stephan Breuing · Thomas Lück · Alemania · 1:34,899        |
| C1 1000 m | Andreas Dittmer · Alemania · 3:49,686                                                              | Maxim Opalev · Rusia · 3:52,218                                                                  | Aliaxandr Zhukouski · Bielorrusia · 3:54,906                                            |
| C2 1000 m | Christian Gille · Tomasz Wylenzek · Alemania · 3:31,336                                            | György Kozmann · György Kolonics · Hungría · 3:33,676                                            | Roman Rynkiewicz · Paweł Skowroński · Polonia · 3:34,030                                |
| C4 1000 m | Robert Nuck · Stefan Holtz · Stephan Breuing · Thomas Lück · Alemania · 3:17,096                   | Andrzej Jezierski · Michał Gajownik · Arkadiusz Toński · Wojciech Tyszyński · Polonia · 3:17,714 | Ciprian Popa · Petre Condrat · Florin Mironcic · Loredan Popa · Rumania · 3:17,972      |

### Femenino
| Evento    | Oro                                                                                                | Plata                                                                                    | Bronce                                                                                                   |
| --------- | -------------------------------------------------------------------------------------------------- | ---------------------------------------------------------------------------------------- | --- |
| K1 200 m  | Szilvia Szabó · Hungría · 41,892 s                                                                 | Conny Waßmuth · Alemania · 42,228 s                                                      | Jenni Honkanen · Finlandia · 42,360 s                                                                    |
| K2 200 m  | Katalin Kovács · Natasa Janics · Hungría · 37,392                                                  | Ivana Kmeťová · Martina Kohlová · Eslovaquia · 38,239                                    | Birgit Fischer · Fanny Fischer · Alemania · 38,388                                                       |
| K4 200 m  | Katrin Wagner-Augustin · Carolin Leonhardt · Nicole Reinhardt · Judith Hörmann · Alemania · 34,987 | Tímea Paksy · Erzsébet Viski · Melinda Patyi · Krisztina Fazekas · Hungría · 35,113      | Josefin Nordlöw · Karin Johansson · Anna Karlsson · Sofia Paldanius · Suecia · 35,767                    |
| K1 500 m  | Nicole Reinhardt · Alemania · 1:51,946                                                             | Erzsébet Viski · Hungría · 1:52,138                                                      | Karolina Głażewska · Polonia · 1:52,486                                                                  |
| K2 500 m  | Katalin Kovács · Natasa Janics · Hungría · 1:41,959                                                | Maike Nollen · Nadine Opgen-Rhein · Alemania · 1:44,275                                  | Marie Delattre Anne-Laure Viard Francia 1:44,515                                                         |
| K4 500 m  | Katrin Wagner-Augustin · Carolin Leonhardt · Conny Waßmuth · Judith Hörmann · Alemania · 1:33,530  | Tímea Paksy · Dalma Benedek · Szilvia Szabó · Kinga Bóta · Hungría · 1:34,292            | Beata Mikołajczyk · Małgorzata Chojnacka · Aneta Konieczna · Małgorzata Czajczyńska · Polonia · 1:34,730 |
| K1 1000 m | Katrin Wagner-Augustin · Alemania · 3:58,646                                                       | Sofia Paldanius · Suecia · 3:59,336                                                      | Michala Strnadová · República Checa · 3:59,858                                                           |
| K2 1000 m | Katalin Kovács · Natasa Janics · Hungría · 3:36,171                                                | Anne Lolk Thomsen Mette Barfod Dinamarca 3:37,131                                        | Maike Nollen · Nadine Opgen-Rhein · Alemania · 3:37,305                                                  |
| K4 1000 m | Edyta Dzieniszewska · Aneta Białkowska · Iwona Pyżalska · Beata Mikołajczyk · Polonia · 3:15,129   | Birgit Fischer · Carolin Leonhardt · Judith Hörmann · Maren Knebel · Alemania · 3:15,717 | Florica Vulpeș · Lidia Talpă · Mariana Ciobanu · Alina Platon · Rumania · 3:17,313                       |

## Medallero
| Núm. | País            | Oro | Plata | Bronce | Total |
| ---- | --------------- | --- | ----- | ------ | ----- |
| 1    | Alemania        | 10  | 5     | 7      | 22    |
| 2    | Hungría         | 6   | 7     | 2      | 15    |
| 3    | Polonia         | 2   | 5     | 5      | 12    |
| 4    | Rusia           | 2   | 3     | 1      | 6     |
| 5    | Rumania         | 2   | 1     | 3      | 6     |
| 6    | Eslovaquia      | 1   | 2     | 0      | 3     |
| 7    | República Checa | 1   | 1     | 1      | 3     |
| 8    | Bielorrusia     | 1   | 0     | 1      | 2     |
| 9    | España          | 1   | 0     | 0      | 1     |
| 9    | Noruega         | 1   | 0     | 0      | 1     |
| 11   | Suecia          | 0   | 1     | 1      | 2     |
| 12   | Dinamarca       | 0   | 1     | 0      | 1     |
| 12   | Ucrania         | 0   | 1     | 0      | 1     |
| 14   | Finlandia       | 0   | 0     | 2      | 2     |
| 15   | Croacia         | 0   | 0     | 1      | 1     |
| 15   | Francia         | 0   | 0     | 1      | 1     |
| 15   | Portugal        | 0   | 0     | 1      | 1     |
| 15   | Serbia          | 0   | 0     | 1      | 1     |
|      | TOTAL           | 27  | 27    | 27     | 81    |